# Pieter Harting
Pieter Harting (Róterdam, 27 de febrero de 1812 – Amersfoort, 3 de diciembre de 1885) fue un naturalista, biólogo, botánico, pteridólogo, micólogo, y algólogo neerlandés. Realizó numerosas contribuciones en varias disciplinas científicas, y es recordado por su obra en los campos de la microscopía, hidrología, botánica, y bioestratigrafía.

## Biografía
En 1835, obtiene su doctorado médico de la Universidad de Utrecht y se ocupa en los siguientes años como doctor en Oudewater. A partir de 1841 da clases de medicina en el "Ateneo de Franeker", y dos años después retornó a la Universidad de Utrecht, donde continuaría trabajando hasta su retiro en 1875. En Utrecht profesor de tiempo completo de Farmacología y de Fisiología vegetal (desde 1846), y posteriormente de zoología (desde 1855). En 1856 fue nombrado director del Museo de Zoología.
A lo largo de su carrera mantuvo un ávido interés en el desarrollo histórico de la microscopía y en la manufactura de lentes. Es reconocido por realizar cambios de diseño de los microscopios, y fue el autor de un libro de referencia en el microscopio, que se tradujo a varios idiomas, incluyendo el alemán: Das Mikroskop. En Utrecht, estableció un laboratorio de microscopía popular para los estudiantes.
En el campo de la hidrología científica llevó a cabo extensas investigaciones en agua subterránea en un esfuerzo en mejorar la calidad del agua en la salud pública. Harting fue un temprano, e importante apoyo a Charles Darwin, y en colaboración con otros científicos formaron el primer comité para la creación de una carta geológica de los Países Bajos.
Falleció en Amersfoort en 1885.

## Algunas publicaciones
- Harting, p. 1835. Dissertatio medico practica inauguralis sistens observationes choreae sancti Viti et febris puerperalis. Paddenberg & C0. (Utrecht), 72 pp. (Proefschrift)
- ----------. 1842. Bijdrage tot de Anatomie der Cacteen. (Online)
- ----------. 1842. Bedenkingen tegen eenige punten van het rapport der commissie, belast met de herziening der geneeskundige staatsregeling hier te lande. Utrecht
- ----------. 1843. Over de wijze van ontstaan, den oorspronkelijken vorm en de opvolgende veranderingen der door praecipitatie voortgebrachte organische en anorganische vaste stoffen, inzonderheid over de verschijnselen bij de vorming van kristallen. Tijdschrift voor Natuurlijke geschiedenis en Physiologie, X: 151-238
- ----------. 1845. Recherches micrométriques sur le développement des tissues et des organs du corps humain, précédées d'un examen critique des différentes methodes micrométriques. In: Harting, P., 1866. Gebrauch des mikroskopes und behandlung mikroskopischer objecte. Braunschweig – Friedrich Vieweg und Sohn, pp. 227
- ----------. 1846. Over de ziekte der aardappelen. Aanteekeningen van het verhandelde in de sectievergaderingen van het Provinciaal Utrechtsch Genootschap, 25 de junio: p. 8
- ----------. 1848-1854. Het mikroskoop, deszelfs gebruik, geschiedenis en tegenwoordige toestand. Van Paddenburg (Utrecht), (in vier delen)
- ----------. 1849. De macht van het kleine, zichtbaar in de vorming der korst van onzen aardbol, of overzicht van het maaksel, de geographische en de geologische verspreiding der polypen, der foraminiferen of polythalamiën en der kiezelschalige bacillariën of diatomeën. Van Paddenburg (Utrecht)
- ----------. 1852. De bodem onder Amsterdam onderzocht en beschreven. Verhandelingen der eerste Klasse van het Koninklijk Nederlandsche Instituut van Wetenschappen, Letterkunde en Schoone Kunsten, 3e Reeks, 5e deel: 73-232
- ----------. 1853. Proeven over de bron der stikstof voor de planten. Aanteekeningen van het verhandelde in de sectievergaderingen van het Provinciaal Utrechtsch Genootschap, 27 de junio p. 156
- ----------. 1853. De bodem onder Gorinchem onderzocht en beschreven. Verhandelingen der Commissie voor de geologische beschrijving en kaart van Nederland, Deel I (Haarlem): 103-143
- ----------. 1853. Het eiland Urk, zijn bodem, voortbrengselen en bewoners. Van Paddenburg (Utrecht), 75 p.
- ----------, en Matthes, c.j. 1853. Verslag over den vermoedelijken uitvinder van het mikroskoop. Verslagen en Mededeelingen der Koninklijke Akademie van Wetenschappen, Deel I. p. 64
- ----------. 1856. De voorwereldlijke scheppingen vergeleken met de tegenwoordige. Cohen. (Arnhem/Nijmegen). 392 p.
- ----------. 1857. De voorwereldlijke scheppingen, vergeleken met de tegenwoordige; in tafereelen geschetst. Campagne (Tiel), 392 p.
- ----------. 1858. De nieuwste verbeteringen van het mikroskoop en zijn gebruik sedert 1850. Campagne (Tiel), 176 p.
- ----------. 1859. Das Mikroskop: Theorie, Gebrauch, Geschichte und gegenwärtiger Zustand desselben. Vieweg (Braunschweig) 950 p. 410 figs. 1 pl. (In Duits vertaald door: Fr. Wilh. Theile)
- ----------. 1861. Description de quelques fragments de deux Céphalopodes gigantesques. Nieuwe verhandelingen I klasse Koninklijk Nederlands Instituut van Wetenschappen, Letteren en Kunsten, IX
- ----------. 1862-1873. Leerboek van de grondbeginselen der dierkunde in haren geheelen omvang. Tiel Campagne, (in drie delen)
- ----------. 1862. De bouwkunst der dieren : een boek voor allen, die de natuur liefhebben. Erven C.M. van Bolhuis Hoitsema (Groningen). 371 pp.
- ----------. 1865. Anno 2065. Een blik in de toekomst door Dr. Dioscorides. Greven (Utrecht) - 1e en 2e druk in1865; herziene 3e druk in 1870 onder de titel Anno 2070
- ----------. 1870. Anno 2070. Een blik in de toekomst door Dr. Dioscorides. Greven (Utrecht), herziene 3e druk van Anno 2065
- ----------. 1872. Recherches de Morphologie synthétique sur la production artificielle de quelques formations calcaires organiques. Nieuwe verhandelingen I klasse Koninklijk Nederlands Instituut van Wetenschappen, Letteren en Kunsten, XIV
- ----------. 1872. Roskamtonen: honderd rijmen von Dioscorides. Utrecht (Online)
- ----------. 1873. Mijne herinneringen. Een autobiografie door P. Harting. Uitgave van het Utrechts Universiteits Museum 1961 (Ed. J. G. van Cittert-Eymers en P. J. Kipp), p. 228
- ----------. 1875. Le système Éemien. Archives Néerlandaises Sciences Exactes et Naturelles de la Société Hollandaise des Sciences (Harlem), 10: 443-454
- ----------. 1876. Wetenschap en geloof: Een ernstig woord tot zijne leerlingen gesproken op 25 en 26 september 1876. Met een naschrift. Greven (Utrecht) 63 p.
- ----------. 1879. Temperatuurbepalingen in een 369 M. diepen put te Utrecht. Verslagen en Mededeelingen der Koninklijke Akademie van Wetenschappen, XIV: p. 394
- ----------. 1886. Het Eemdal en het Eemstelsel. Album der Natuur, 1886: 95-100
- Vrolik, w., Harting, p., Storm Buysing, d.j., van Oordt, j.w.l. en von Baumhauer, e.h. 1860. Verslag over den Paalworm. Natuurkundige Afdeeling der Koninklijke Nederlandsche Akademie van Wetenschappen, Ámsterdam, C.G. van der Post, 158 p.

## Reconocimientos
- Miembro de la Real Academia Neerlandesa de Ciencias (KNAW)
- Doctorado honorario de la Universidad de Leiden
- Asentamiento de Hartingsburg en Transvaal fue nombrado en su honor (pero más tarde renombrado Warmbad).

## Eponimia
- Especie del orden de moluscos Teuthida: Architeuthis hartingii.